# 小行星9407
小行星9407（英語：9407 Kimuranaoto）是一颗围绕太阳公转的小行星。1994年11月28日，大友哲在藤枝市发现了此天体。
这颗小行星的绝对星等为233.8796048133018等。